# ESV Lokomotive Pirna

Logo vom ESV Lokomotive Pirna

Der ESV Lok Pirna (vollständiger Name: Eisenbahnersportverein Lokomotive Pirna e. V.) ist ein 1948 gegründeter Sportverein aus Pirna.
Im Verein werden die Sportarten Fußball, Handball, Kegeln, Leichtathletik, Tischtennis, Turnen/Aerobic und Volleyball gespielt. Die Spielstätten des Vereins befinden sich im Sportkomplex auf der Einsteinstraße.

## Geschichte
Nach dem Ersten Weltkrieg hatten sportbegeisterte Eisenbahner zwischen dem Carolabad und der Zellulosefabrik Hoesch & Co. eine Sportanlage des VfL Reichsbahn errichtet. Als Pirna Garnisonstadt des Pionierbataillons 13 der Wehrmacht wurde, entstand auf dem bisherigen Sportübungsgelände ein militärischer Übungsplatz; den Eisenbahnern der Reichsbahn wurde das Areal des Sportplatzes an der heutigen Einsteinstraße zugewiesen. Gegen Ende des Zweiten Weltkriegs verlagerte die Reichsbahndirektion ihre Lochkartenstelle in die Sportstätte und auf dem Rasenplatz wurde ein Panzergraben ausgehoben.
Im Sommer 1945 wurde der Panzergraben von Freiwilligen zugeschüttet und ein Spielfläche angelegt sowie Laufbahnen und Sprunggruben instand gesetzt. Mit Schaffung der Sportvereinigung „Lokomotive“ der Deutschen Reichsbahn wurde 1948 auch die BSG Lokomotive Pirna gegründet. Der Asphaltkegler Eberhard Luther gewann 1955 in Essen den ersten Weltmeistertitel für die DDR; Elfriede Preibisch wurde Studentenweltmeisterin im Sprint. Im Großfeldhandball wurde die erste Herren-Mannschaft Sachsenmeister. Im Kajak wurde Herbert Gocht mehrfacher Ostzonen- und DDR-Meister.
Nach der politischen und wirtschaftlichen Wende 1989 konnte der Spielbetrieb aufrechterhalten werden.
Zu den aktuell erfolgreichsten Sportlern des ESV Lok Pirna zählen die Handballspieler. Die erste Herren-Mannschaft sicherte sich nach einem 7. Platz in der Handball-Regionalliga, Staffel Süd, im Jahr 2010 die Startberechtigung für die neu geschaffene 3. Liga und trat in der Saison 2010/11 in der Staffel Ost an. Seit der Saison 2013/14 treten die Handballer zusammen mit dem HSV Dresden als Spielgemeinschaft HSV Lok Pirna Dresden an, nachdem man zuvor schon in der Jugendarbeit kooperierte. In der Saison 2014/15 folgte der Abstieg in die Oberliga Mitteldeutschland.